# Hanu (Assíria)
Hanu (accadi: 𒄩𒉡𒌑, Ḫa-nu-ú) va ser un rei d'Assíria, un dels disset reis que les Cròniques mesopotàmiques diuen que «vivien en tendes» i, per tant, eren nòmades. Era el cap d'una tribu semítica.
Segons la Llista dels reis d'Assíria era el successor de Didanu, però la seva relació amb ell és desconeguda. Com que la Llista no indica que hi hagi cap parentiu entre els 15 primers reis, s'ha pensat que potser eren els caps de tribus que després van unir-se per formar Assíria. Es pensa que potser va ser l'ancestre dels khaneus o haneus que es van establir a Terqa i al desert de la regió d'aquesta ciutat, i dels que hi ha documentació a través dels arxius de Mari. A la Llista dels reis consta com a successor seu el rei Zuabu.